# John Chambers (cầu thủ bóng đá)
John Chambers (sinh ngày 7 tháng 10 năm 1949) là một cựu cầu thủ bóng đá người Anh thi đấu ở Football League cho Aston Villa và Southend United. Ông cũng từng làm huấn luyện viên Kidderminster Harriers từ năm 1979 đến năm 1983.